# Ерохин, Виктор Фёдорович
Ви́ктор Фёдорович Еро́хин (15 января 1940, Ульяновка, Ленинградская область — 10 мая 2014, Верхняя Пышма, Свердловская область) — советский футболист, выступавший на позиции защитника, а также советский и российский футбольный тренер.

## Карьера
Начал игровую карьеру в пермской «Звезде». Выступал также в таких футбольных клубах, как СКВО (Свердловск), «Днепр» Днепропетровск и «Уралмаш». В составе последнего отыграл все 34 игры и отметился одним голом в сезоне 1969 года, во время выступления команды в Высшей лиге страны.

### Тренерская
После завершения карьеры игрока являлся тренером СДЮШОР «Уралмаш», работал массажистом в «Уралмаше» в 1974 году. С 1983 по 1988 годы являлся тренером команды, в 1993 и 1995 годах был главным тренером футбольного клуба «Уралэлектромедь» (Верхняя Пышма), с 1994 года вошедшего в структуру «Уралмаша».
В сезоне 1997 года стал главным тренером «Уралмаша», но под его руководством команда шла в конце турнирной таблицы, из-за чего Ерохин в июле того же года был освобожден от занимаемой должности, в оставшейся части сезона возглавлял дубль команды. В 1999—2003 годах входил в тренерский штаб «Уралмаша».
С 2004 года занимал пост главного тренера футбольного клуба «Металлург» (Верхняя Пышма).
Умер 9 мая 2014 года. Похоронен на Верхнепышминском (Александровском) кладбище.

## Награды
- Мастер спорта СССР (1968)